# Laranja Mecânica (romance)
Laranja Mecânica (A Clockwork Orange) é um romance distópico de Anthony Burgess publicado em 1962. Situado na sociedade inglesa de um futuro distópico, que tem uma cultura de extrema violência juvenil, onde um anti-herói adolescente dá uma narração em primeira pessoa sobre suas façanhas violentas e suas experiências com autoridades estaduais que possuem a intenção de reformá-lo. É parcialmente escrito em uma gíria influenciada pelo russo e inglês, chamada "Nadsat". É uma sátira à sociedade inglesa.
O romance foi inspirado em um fato real ocorrido em 1944: o estupro, por quatro soldados americanos, da primeira mulher do autor, Lynne. A leitura é difícil, pois Burgess inventou uma linguagem em gírias para ser falada por adolescentes. A linguagem causa estranhamento nos leitores e os termos eslavos e palavras rimadas exigem dedução para o entendimento. A maioria das edições do romance é acompanhada de um glossário.
Em 2005, Laranja Mecânica foi incluído na lista da revista Time dos 100 melhores romances anglófonos escritos desde 1923, e foi nomeado pela editora Modern Library e seus leitores um dos 100 melhores romances anglófonos do século 20. O manuscrito original do livro se encontra na Universidade McMaster em Hamilton, Ontario, Canadá, quando a universidade comprou o manuscrito em 1971.

## Sinopse
O protagonista e anti-herói Alex, amante da música clássica (principalmente Ludwig van Beethoven) e  líder de uma gangue de delinquentes (seus amigos são chamados de "drugues") que roubam e estupram, cai nas mãos da polícia. Preso, Alex é usado numa experiência chamada "Tratamento Ludovico", criado pelo Estado e destinado a refrear os impulsos destrutivos dos delinquentes. Quando volta às ruas regenerado, passa a sofrer com aqueles que antes eram as vítimas.

### Parte 1: O mundo de Alex
Alex, um adolescente que vive na Inglaterra de um futuro próximo, lidera sua gangue em orgias noturnas de oportunista e aleatória "ultra violência". Os amigos de Alex ("drugues" na gíria anglo-russa do romance, Nadsat) são: Tosko (ou Tapado, dependendo da tradução), um brutamontes de raciocínio lento, que é o músculo da gangue; Georgie, um ambicioso segundo-em-comando, e Pete, que na sua maioria joga junto como os drugues para saciar o seu gosto por ultra violência. Caracterizado como um sociopata e um delinquente juvenil endurecido, Alex também é inteligente e perspicaz, com gosto sofisticado na música, sendo particularmente apaixonado por Beethoven, conhecido como "Ludwig van".
O romance começa com os drugues sentados em seu lugar favorito (a Leiteria Korova), bebendo leite com drogas, chamado de "leite-com", o incentivo para uma noite de caos. Eles assaltam um estudioso voltando para casa a partir da biblioteca pública, roubam uma loja, deixando o proprietário e sua esposa, sangrando e inconsciente, arrombam uma mendicância abandonada, então brigam com uma gangue rival. Em alta velocidade através do campo em um carro roubado, eles invadem uma casa de campo isolada e espancam o jovem casal vivendo lá, batendo no marido e estuprando sua esposa. Em um toque meta ficcional, o marido é um escritor trabalhando em um manuscrito chamado "Laranja Mecânica", e Alex lê desdenhosamente um parágrafo que diz o tema principal da novela antes da fragmentação do manuscrito. De volta à leiteria, Alex pune Tosko por algum comportamento bruto, e as tensões dentro da gangue se tornam aparente. Em casa, no seu apartamento sombrio, Alex ouve música clássica no volume máximo enquanto fantasia sobre a violência mais orgiástica.
Alex falta a escola no dia seguinte. Após uma visita inesperada de P.R. Deltóide, o seu "conselheiro pós-correcional," Alex encontra um par de meninas de dez anos de idade e as leva de volta para o apartamento de seus pais, onde lhes serve uísque e refrigerante, injeta-se com drogas pesadas e, em seguida as estupra. Naquela noite, Alex encontra seus drugues em um estado de espírito rebelde. Georgie desafia Alex pela liderança da gangue, exigindo que eles o desafiem para uma luta. Alex repele a rebelião, cortando a mão de Tosko e lutando com Georgie, em seguida, em uma demonstração de generosidade leva-os para um bar, onde Alex insiste em dar prosseguimento a ideia de Georgie para assaltar a casa de uma rica mulher de idade. As ações com tom de brincadeira acabam em um acidente trágico, como o ataque de Alex mata a mulher idosa. Sua fuga está bloqueada por um ataque de Tosko, que havia ficado ressentido pelo que Alex havia feito com ele, deixando Alex incapacitado no degrau da frente quando a polícia chega.

### Parte 2: O tratamento Ludovico
Condenado a prisão por assassinato, Alex consegue um emprego na capela Wing tocando música religiosa no aparelho de som antes e depois dos serviços, bem como durante o canto dos hinos. O capelão da prisão se engana sobre os estudos de Alex da Bíblia para agitações de fé (Alex realmente lê as Escrituras para fantasiar sobre cenas violentas). Depois dos colegas de cela de Alex culpá-lo por bater um companheiro de cela problemático até a morte, ele concorda em submeter-se a um tratamento de modificação de comportamento experimental chamado de Tratamento Ludovico. O tratamento é uma forma de terapia de aversão em que Alex recebe uma injeção que o faz se sentir mal enquanto assiste a filmes violentos graficamente, eventualmente condicionados para que ele sofresse crises incapacitantes de náuseas com a simples ideia de violência. Como uma consequência não intencional, a trilha sonora de um dos filmes - a Nona Sinfonia de Beethoven - Alex torna-se incapaz de ouvir a sua amada música clássica.
A eficácia do tratamento é demonstrada a um grupo de doutores, que assistem como Alex desmaia antes de um valentão ridicularizá-lo, e humilha-se diante de uma jovem mulher com pouca roupa, cuja presença tem despertado suas predadoras inclinações sexuais. Embora o capelão da prisão acuse o Estado de retirar Alex do livre-arbítrio, os funcionários do governo, na cena, estão satisfeitos com os resultados, e Alex é liberado para a sociedade no início como um resultado positivo.

### Parte 3: Após a prisão
Alex, em casa, descobre que seu quarto foi alugado por seus pais a um inquilino. Diante disso,  vagueia pelas ruas como um sem-teto. Ele entra em uma biblioteca pública, onde espera aprender um modo indolor de cometer suicídio. Lá, acidentalmente, encontra o velho estudioso que ele agrediu no início do livro, que, desejoso por vingança, bate em Alex com a ajuda de amigos. Os policiais que vêm para o resgate de Alex não seriam outros senão Tosko e Billyboy, este seu ex-rival de gangue. Os dois policiais levam Alex para fora da cidade e o espancam. Atordoado, sangrando, ele cai na porta de uma casa de campo isolada, percebendo tarde demais que é a casa que ele e seus drugues invadiram na primeira parte da história. Por causa do uso de máscara pela gangue durante o assalto, o escritor, cujo nome é revelado como F. Alexander, dono do imóvel, não reconhece Alex, abrigando o rapaz e interrogando sobre o seu condicionamento. Durante esta sequência, é revelado que a Sra. Alexander morreu graças aos ferimentos infligidos durante o estupro coletivo, e seu marido decidiu continuar a viver, "onde sua memória fragrante persiste", apesar das lembranças horríveis. Alex revela em sua descrição que foi condicionado a sentir náusea mortal intolerável ao ouvir determinada música clássica. Alexander, um crítico do governo, pretende usar a terapia de Alex como um símbolo da brutalidade do Estado e, assim, evitar que o atual governo seja reeleito, mas eventualmente Alex não revela que ele era o líder durante a noite do ataque, há dois anos. Um dos sócios radicais de Alexander consegue extrair uma confissão de Alex depois de removê-lo da casa de F. Alexander. Travam Alex em um bloco de apartamentos perto de sua antiga casa, e o submetem a uma barragem incessante de música clássica, levando-o a tentar o suicídio pulando de uma janela alta.
Alex acorda em um hospital, onde é cortejado por oficiais do governo ansiosos para combater a má publicidade criada por sua tentativa de suicídio. Com Alexander colocado em uma instituição mental, a Alex é oferecido um emprego bem remunerado, se ele concordar em "ajudar" o governo. Enquanto os fotógrafos tiram fotos, Alex devaneia sobre cenas de violência orgiástica e reflete sobre a notícia de que seu tratamento Ludovico foi revertido como parte de sua recuperação: "Eu estava curado mesmo".
No capítulo final, Alex prepara-se para mais uma noite de crime com um novo trio de drugues. Depois de um encontro casual com Pete, que havia se reformado e casado, Alex encontra-se tomando cada vez menos prazer em atos de violência sem sentido. Ele começa a pensar em desistir do crime para se tornar um membro produtivo da sociedade e começar uma família própria, ao refletir sobre a noção de que seus filhos serão tão destrutivos - se não mais - do que ele próprio.

## Capítulo 21
O livro tem três partes, cada uma com sete capítulos. Burgess afirmou que o total de 21 capítulos foi um gesto intencional de 21 anos de idade sendo reconhecido como um marco na maturação humana. O capítulo 21 foi omitido das edições publicadas nos Estados Unidos antes de 1986. Na introdução ao texto estadunidense atualizado (essas edições mais recentes incluem o capítulo 21), Burgess explica que quando trouxe pela primeira vez o livro para uma editora estadunidense, ele foi informado de que o público dos EUA nunca iria gostar do capítulo final, em que Alex vê o erro de seus caminhos, decide que ele perdeu toda a energia e emoção para a violência e resolve mudar de vida (a lenta maturação, mas um momento clássico de metanoia, o momento em que um protagonista percebe que tudo o que ele achava que sabia estava errado).
Por insistência da editora estadunidense, Burgess permitiu que seus editores omitissem o capítulo final redentor da versão dos EUA, de modo que o romance seria terminado com uma nota mais sombria, com Alex sucumbindo à sua natureza violenta e imprudente, um final que o editor insistiu que seria "mais realista" e atraente para o público dos EUA. A adaptação do filme, dirigida por Stanley Kubrick, baseia-se na edição estadunidense do livro (Burgess considerou essa versão "gravemente defeituosa"). Kubrick chamou o Capítulo 21 de "um capítulo extra" e afirmou que ele não tinha lido a versão original, até que ele tinha praticamente terminado o roteiro, e que ele nunca tinha dado a considerar seriamente a usá-lo. Na opinião de Kubrick, o capítulo final foi inconvincente e inconsistente com o livro.

## Personagens
- Alex: O anti-herói do romance e líder entre os seus drugues. Ele muitas vezes se refere a si mesmo como "Seu Humilde Narrador". (Depois de ter seduzido e estuprado duas meninas em seu quarto, Alex se refere a si mesmo como "Alexandre o Grande", este foi mais tarde a base para Alex alegar o seu sobrenome DeLarge no filme de 1971).
- Georgie: Efetivamente um ganancioso segundo-em-comando de Alex. Georgie tenta minar o status de Alex como líder da gangue. Mais tarde, ele foi morto durante um assalto mal-sucedido, enquanto Alex está na prisão.
- Pete: O membro mais racional e menos violento da gangue. Ele é o único que não toma partido em particular quando os drugues lutam entre si. Mais tarde, ele conhece e se casa com uma garota, renunciando a seus velhos hábitos e até mesmo perdendo seus antigos padrões de fala Nadsat. Em um encontro casual com Pete no capítulo final, influencia Alex a perceber que ele fica entediado com a violência e reconhece que a energia humana é mais bem gasta na criação que destruição.
- Dim/Tapado: Um membro idiota e completamente sem noção da gangue, persistentemente corrigido por Alex, mas respeitado em certa medida por seus drugues pelas suas habilidades de combate formidáveis, onde sua arma preferida era um pedaço de corrente de bicicleta. Mais tarde, ele se torna um oficial da polícia, exigindo sua vingança sobre Alex se ressentindo dos abusos que sofreu uma vez sob seu comando.
- P.R. Deltóide: Um assistente social de reabilitação criminal atribuído a tarefa de manter Alex em rédeas curtas. Ele aparentemente não tem pistas sobre como lidar com os jovens, e é desprovido de empatia ou compreensão de seu cargo problemático. Na verdade, quando Alex é preso por assassinar uma mulher idosa, e depois de ser ferozmente espancado por vários policiais, Deltóide simplesmente cospe em Alex.
- O capelão da prisão: O primeiro personagem que questiona se é correto virar uma pessoa violenta em um autômato comportamental que não pode fazer escolhas em tais assuntos. Este é o único personagem que é verdadeiramente preocupado com o bem estar de Alex, ele não é levado a sério por Alex, no entanto. (Ele é apelidado por Alex como "charlie da prisão" ou "Chaplin", possivelmente uma alusão ao Charlie Chaplin).
- Billyboy: Um rival de Alex. Logo no início da história, Alex e seus drugues lutam com Billyboy e seus amigos, que termina rapidamente quando a polícia chega. Mais tarde, depois de Alex ser libertado da prisão, Billyboy (junto com Tosko, que como Billyboy tornou-se um policial), resgatam Alex de uma multidão, então, posteriormente, espancam-no, em um local fora da cidade.
- O governador da prisão: O homem que decide deixar Alex "escolher" ser o primeiro a ser reformado pelo tratamento Ludovico.
- O Ministro do Interior, ou Inferior como Alex se refere a ele. O alto-escalão do governo que está determinado a usar o tratamento Ludovico para cortar a reincidência.
- Dr. Branom: Colega de Brodsky e co-desenvolvedor do "tratamento Ludovico". Ele parece amigável e quase paternal para com Alex, antes de forçá-lo a ir ao teatro, onde Alex chama de "cadeira de tortura".
- Dr. Brodsky: O cientista e co-desenvolvedor do "tratamento Ludovico". Ele parece ser muito mais passivo do que Branom, e consideravelmente menor.
- F. Alexander: Um escritor que estava em processo de digitar sua magnum opus "Laranja Mecânica", quando Alex e seus drugues invadiram sua casa, espancam-no, rasgam o seu trabalho e, em seguida, brutalmente estupram sua esposa, o que causou sua subsequente morte. Ele fica profundamente marcado por esses eventos, e quando ele encontra Alex, dois anos depois, ele usa-o como cobaia de um experimento sádico com a intenção de provar que o tratamento Ludovico é doentio.
- Mulher-Gato: Uma mulher apelidada que bloqueia a entrada da gangue de Alex, e ameaça em atirar e jogar seus gatos nele se não sair. Depois de Alex invadir a casa dela, ele luta com a mulher, ordenando seus gatos para se juntar ao corpo a corpo, mas repreende Alex para lutar com eles. Alex sustenta um golpe fatal na cabeça da mulher durante a briga.

## Análise

### Plano de fundo
Laranja Mecânica foi escrito na cidade litorânea de Hove, Inglaterra, Reino Unido. Burgess havia chegado de volta ao Reino Unido após a sua viagem para o exterior, onde percebeu que muita coisa havia mudado. A cultura jovem tinha se desenvolvido, incluindo lugares, música pop e gangues de adolescentes. A Inglaterra foi tomada por temores sobre uma crescente delinquência juvenil. Burgess afirmou que a inspiração para o romance estava relacionado com o estupro de sua primeira esposa por um grupo de soldados estadunidenses bêbados que estavam estacionados na Inglaterra durante a Segunda Guerra Mundial. Posteriormente, sua ex-esposa abortou. Em sua investigação sobre o livre-arbítrio, Burgess argumenta que o alvo do romance é ostensivamente uma crítica ao Behaviorismo, cujo um de seus pioneiros foi Burrhus Frederic Skinner.

### Título
Burgess mencionou que o título deriva de uma velha expressão cockney, As queer as a clockwork orange, que poderia se traduzir como "Tão bizarro quanto uma laranja mecânica", mas ele descobriu que as pessoas deram novas interpretações para o título. Alguns acharam que o título poderia ser uma referência a um macaco (mais precisamente a um orangotango, pois a palavra "orang" é de origem malaia). Em seu ensaio "Clockwork Oranges", Burgess diz que "este título seria ideal para uma história sobre a aplicação dos princípios de Pavlov, ou um organismo mecânico que, como uma fruta, possui cor e doçura". O título refere-se às respostas condicionadas do protagonista a sensações de maldade, respostas que limitam o seu livre-arbítrio. Outra versão mencionada que, como o título original do filme A Clockwork Orange, orange (laranja em inglês), vem de outra palavra: "orang", uma palavra da Malásia onde o autor do livro, Anthony Burgess, viveu por vários anos. Esta palavra tem outro significado que é "pessoa". Assim o escritor fez um trocadilho, e realmente, o título significa "O Homem de Mola", aludindo ao modo mecânico de Alex se comportar sem ligar para as consequências.

### Ponto de vista
Laranja Mecânica foi escrito usando uma narrativa em primeira pessoa do singular na perspectiva de um narrador aparentemente tendencioso e não confiável. O protagonista, Alex, nunca justifica suas ações na narração, dando a sensação de que ele é ao menos um pouco sincero, um narrador que, como antipático como ele pode tentar parecer, evoca compaixão ao leitor, contando sobre seu sofrimento sem fim, e mais tarde percebendo que este ciclo nunca vai acabar. A perspectiva de Alex é eficaz na maneira que descreve os eventos e ele se mostra uma pessoa fácil de se relacionar, mesmo nos momentos em que exibe uma agressividade notável.

### Simbolismo
O simbolismo é encontrado durante todo o livro de Anthony Burgess. O romance inteiro é transportado sob um significado, ou tema. Este tema, que é evidente em seu livro tem a ver com a liberdade de escolha. Toda a trama, caracterizações e eventos conjuram juntos para representar a mensagem subjacente. Que a liberdade de controlar seus pensamentos conscientes é um direito dado por Deus que não deve ser substituído por nada. O simbolismo só começa a tornar-se evidente após Alex se inscrever no tratamento Ludovico. Ele entregou a sua liberdade de escolha, para que pudesse se ver livre do sistema carcerário e viver uma vida normal de novo inserido na sociedade. Logo Alex percebe que nada vale a pena sacrificar em troca de sua liberdade de pensamento. Tudo o que Burgess escreveu foi algum tipo de simbolismo a partir dele. Por exemplo, o uso do Nadsat, a linguagem fictícia utilizada no texto, foi efetivamente colocada lá para um propósito. Representava uma forma de gíria que só a juventude usava. Burgess, em seguida, foi ainda mais longe para mostrar como Alex cresceu como um ser humano, livrando-se da imaturidade. Junto com o abandono do lado mental imaturo dele, que caracteriza na perda do Nadsat. Isso representou que ele não era mais um jovem, e que suas experiências lhe ensinaram a crescer e se tornar um homem, o que significa falar como um. Outro exemplo de simbolismo no livro é o uso do autor de capítulos.
A versão original do autor do romance teve 21 capítulos, mas por um bom motivo. O simbolismo por trás do número de capítulos, 21, é que representa a idade de um ser humano que deve ser considerado um adulto, e não mais uma criança. Assim, no final do livro, quando Alex finalmente cresce, ele perde seu dialeto Nasdat, e isso acontece no 21º capítulo simbolizando a idade, ele seria considerado um adulto. Esses usos criativos de simbolismo dentro do texto são pequenos, mas, na verdade, desempenham um papel essencial no livro. O simbolismo de Anthony Burgess foi estrategicamente pensado, e foi apresentado de uma forma que qualquer leitor pode se relacionar.

## Cultura popular

### Música
- O artista multimídia brasileiro, Daniel Piquê, deu o nome para seu estúdio multidisciplinar de Ultra Violence Studios, inspirado na história.
- O grupo brasileiro de heavy metal, Sepultura, se inspirou na história do romance Laranja Mecânica para conceber seu álbum A-Lex. O título do álbum é um trocadilho com o nome do personagem principal; em latim, a expressão a-lex significa "sem lei".
- A banda de hardcore punk Lower Class Brass escreveu uma música chamada "Ultra-violence"(ultraviolência) inspirada na história.
- A banda de punk britânica, The Adicts, usa um figurino similar ao dos "Droogs", além de ter um álbum intitulado “Smart Alex”(Astuto Alex em português).
- A banda de punk argentina, Los Violadores, escreveram a música “1,2, Ultraviolento” inspirada na história.
- A banda de punk alemã, Die Toten Hosen, compôs um álbum baseado em Laranja Mecânica, intitulado "Ein kleines bisschen Horrorschau", em português, "Um pouco de show de horrorshow".
- A banda estadunidense de Streetpunk Devotchkas tem seu nome baseado na gíria Nadsat para "garota".
- A cantora estadunidense Lana Del Rey escolheu o nome "Ultraviolence" como o título de um dos seus álbuns de estúdio.[10]
- O cantor britânico David Bowie usou gírias Nadsat em sua música "Girl Loves Me" lançada no seu álbum Blackstar.[11]